# Kevin Little
Kevin Little, född den 3 april 1968 i Des Moines, är en amerikansk före detta friidrottare som tävlade i kortdistanslöpning.
Littles främsta meriter har kommit inomhus. Han vann guld på 200 meter vid inomhus-VM 1997. Dessutom har han tre brons på 200 meter vid inomhus-VM.
Utomhus var han i final vid VM 1999 då han slutade sexa och vid VM 2001 då han slutade på sjunde plats. 

## Personliga rekord
- 200 meter - 20,10 från 1999